# 묘법연화경(언해) 권1, 4
묘법연화경(언해) 권1, 4(妙法蓮華經(諺解) 卷一, 四)은 대한민국 경기도 고양시에 있는, 조선시대의 불경이다. 2010년 8월 25일 대한민국의 보물 제1010-2호로 지정되었다.

## 개요
이 『묘법연화경(언해) 권1, 4 (妙法蓮華經(諺解) 卷一, 四)』는 대승불교의 대표적인 경전으로 구마라집의 한역본에 계환(戒環)이 주해(註解)하고 일여(一如)가 집주(集註)한 것을 저본으로 세조가 직접 경문에 구결을 달고 윤사로 등이 간경도감에서 번역하여 1463년(세조 9)에 목판으로 간행한 국역불경이다. 한글로 번역하여 正音의 명맥을 이어 발전을 보게 한 귀중한 국역자료인 점과 간경도감에서 간행된 판본의 형태적 특징을 잘 갖추고 있는 것으로 평가되었다. 중세국어사 및 조선전기 판본연구에 있어서 매우 귀중한 자료로서 불교판본학 및 중세국어의 연구에 매우 중요한 학술적 가치를 지니고 있어 현존본은 대부분 보물로 지정되어 있다.

## 참고 자료
- 묘법연화경(언해) 권1, 4 - 국가유산청 국가유산포털